# Sigrid Elmblad
Sigrid Agneta Sofia Elmblad, z domu Pettersson (ur. 28 maja 1860 w Sztokholmie, zm. 23 maja 1926 tamże) – szwedzka dziennikarka, pisarka i tłumaczka.

## Życiorys
Była córką architekta Abrahama Raphaela Ulrica Petterssona i Elmy Edviny Rosalie af Heurlin, z pochodzenia szwedzkojęzycznej Finki. Jej ojciec zmarł, gdy miała sześć lat, dlatego wychowywała się głównie u krewnych w Finlandii. Z powodu choroby pobierała edukację domową, wykazując zainteresowanie literaturą. Po powrocie do Szwecji jako nastolatka zaczęła publikować pod pseudonimem Toivo pierwsze melancholijne wiersze w kalendarzach poetyckich i czasopismach, jak Svenska Familj-Journalen i Idun. W 1885 roku wydany został pierwszy zbiór poezji Vind för våg. W tym okresie została zastępcą redaktora naczelnego w Svenska Familj-Journalen, a także dołączyła do stowarzyszenia Nya Idun, gdzie poznała wiele działaczek szwedzkiego ruchu feministycznego, m.in. Ellen Key, która stała się dla niej wzorem do naśladowania. W latach 1887–1896 pracowała w Dagens Nyheter.
W 1888 roku poślubiła śpiewaka operowego Johannesa Elmblada, z którym miała dwie córki. Ze względu na pracę męża często zmieniała miejsce zamieszkania, pomieszkując m.in. w Berlinie, Wrocławiu czy Pradze, a także w Bayreuth, gdzie obracała się w bliskich kręgach Richarda Wagnera, co doprowadziło do jej zainteresowania muzyką niemieckiego kompozytora. Przetłumaczyła m.in. jego Pierścień Nibelunga (1905), Parsifala (1917) i Śpiewaków norymberskich na język szwedzki. Tłumaczyła również utwory Schuberta i Schumanna.
Po śmierci męża w 1910 roku wróciła do Szwecji i zamieszkała w Sztokholmie, gdzie zajmowała się pisaniem dla gazet oraz tłumaczeniami. Przetłumaczyła m.in. dramat Brand Henrika Ibsena czy powieść Jenny Sigrid Undset (oba w 1920), a także Pierre et Luce Romaina Rollanda (1921). Tworzyła również opowiadania i baśnie dla dzieci oraz napisała biografię Jenny Lind. Ponownie zaangażowała się także w działalność Nya Idun, pełniąc funkcję sekretarza w latach 1912–1918 i przewodniczącej w latach 1918–1921. W 1928 roku pośmiertnie opublikowano jej ostatni zbiór poezji, Dröm och längtan.